# Принцепс
Принцепс (лат. princeps або лат. primus + caps (capere); первинно: при розподілі здобичі перший гідний — або просто перший) — перший у списку давньоримських сенаторів (принцепс сенату лат. princeps senatus), зазвичай найстарший з колишніх цензорів.
Це був офіційний титул римських імператорів у системі принципату.
Офіційно він не мав особливих повноважень і прав, окрім почесного права першим висловлювати свою думку в сенаті за запитом консулів. Однак в епоху республіки деякі принцепси сенату користувалися великим авторитетом і нерідко чинили сильний вплив на політику (наприклад, Сципіон, Помпей). У період Імперії, починаючи з Октавіана Августа, термін «принцепс сенату» позначав носія монархічної влади, імператора (див. Принципат).
Титул «принцепс» не має державно-правового значення, влада імператора базувалася на поєднанні займаних ним магістратур. Принцепс одночасно був проконсулом Імперії, що робило його головою над усіма імператорськими провінціями.
Він був головнокомандувачем всього римського війська.
Від слова «принцепс» згодом утворилося слово «принц», що позначає представника правлячого монархічного роду.
Інколи титул «принцепс» вживався щодо іноземних володарів, наприклад, римський історик Юстин у своїх працях Ганнона І Великого називає «принцепсом Карфагену».